# Greifensteinita
La greifensteinita és un mineral de la classe dels fosfats que pertany al grup de la roscherita. Rep el nom de Greifenstein Rocks, a Alemanya, la seva localitat tipus.

## Característiques
La greifensteinita és un fosfat de fórmula química Ca₂Be₄Fe²⁺₅(PO₄)₆(OH)₄(H₂O)₆. Va ser aprovada com a espècie vàlida per l'Associació Mineralògica Internacional l'any 2001, sent publicada per primera vegada el 2002. Cristal·litza en el sistema monoclínic.
Segons la classificació de Nickel-Strunz, la greifensteinita pertany a «08.DA: Fosfats, etc, amb cations petits (i ocasionalment, grans)» juntament amb els següents minerals: bearsita, moraesita, roscherita, zanazziïta, atencioïta, ruifrancoïta, guimarãesita, footemineïta, uralolita, weinebeneïta, tiptopita, veszelyita, kipushita, philipsburgita, spencerita, glucina i ianbruceïta.

## Formació i jaciments
Va ser descoberta a Alemanya, concretament a Greifenstein Rocks, dins Ehrenfriedersdorf, al districte d'Erzgebirge (Saxònia). També ha estat descrita a França, Portugal, Àustria, el Kazakhstan, el Brasil i els Estats Units.